# Fleeth (Mirow)
Fleeth ist ein Ortsteil der Stadt Mirow im Landkreis Mecklenburgische Seenplatte in Mecklenburg-Vorpommern.

## Geographie und Verkehrsanbindung
Fleeth liegt an der Mündung der Oberbek am Ufer des nördlichen Vilzsees, etwa 7 km südlich des Kernortes Mirow. In der Gemarkung Fleeth liegt der Wohnplatz Fleether Mühle.
Fleeth liegt weit abseits der überregionalen Verkehrsanbindungen. Über eine Nebenstraße ist Fleeth mit der Kreisstraße MSE 20 in Fleether Mühle verbunden, über die Diemitz, Schwarz, Peetsch und Mirow zu erreichen sind.
Der nächste Bahnhof befindet sich in Mirow (Bahnstrecke Mirow-Neustrelitz).
Der nächste Autobahnanschluss besteht im über 30 km entfernten brandenburgischen Wittstock/Dosse an die Bundesautobahnen A24 und A19.

## Geschichte
Bereits in der Bronzezeit war die Gegend um Fleeth besiedelt.
Das Dorf wurde vom Kloster Eldena gegründet, dem 1241 von Fürst Nicolaus von Werle 30 Hufen Land am Vilzsee und am Rätzsee sowie der Bach Driculne zur Anlegung einer Wassermühle geschenkt wurden. Im Jahr 1270 wurde Fleeth an die Johanniterkomturei Mirow verkauft.
Zu DDR-Zeiten bestand in Fleether Mühle die größte Broilerzucht einer LPG der Region.
1957 wurde Fleeth mit Diemitz vereinigt. Die Fusion beider Ortsteile mit der Stadt Mirow erfolgte im Jahr 2004.
2012 wurde der Glockenstuhl auf dem Friedhof neu gesetzt. Die dort drinnen befindliche Glocke wurde vor der Reformation gegossen und trägt die Inschrift: Ave Maria Gratia Plena (deutsch: Sei gegrüßt Maria, du Gnadenreiche).

### Einwohnerentwicklung
| Jahr | Einwohner  |
| ---- | ---------- |
| 1270 | 112        |
| 1648 | 2 Bauleute |
| 1871 | 90         |
| 1875 | 78         |
| 1885 | 104        |
| 1926 | 76         |
| 1939 | 80         |
| 1945 | 138        |
| 1955 | 89         |
| 1996 | 90         |
| 2011 | 54         |

## Name
Der Name Fleeth leitet sich vom slawischen Vilet, Vilets, Vlet, Vlete ab, was so viel wie Zauberort bedeutet.

## Sehenswürdigkeiten

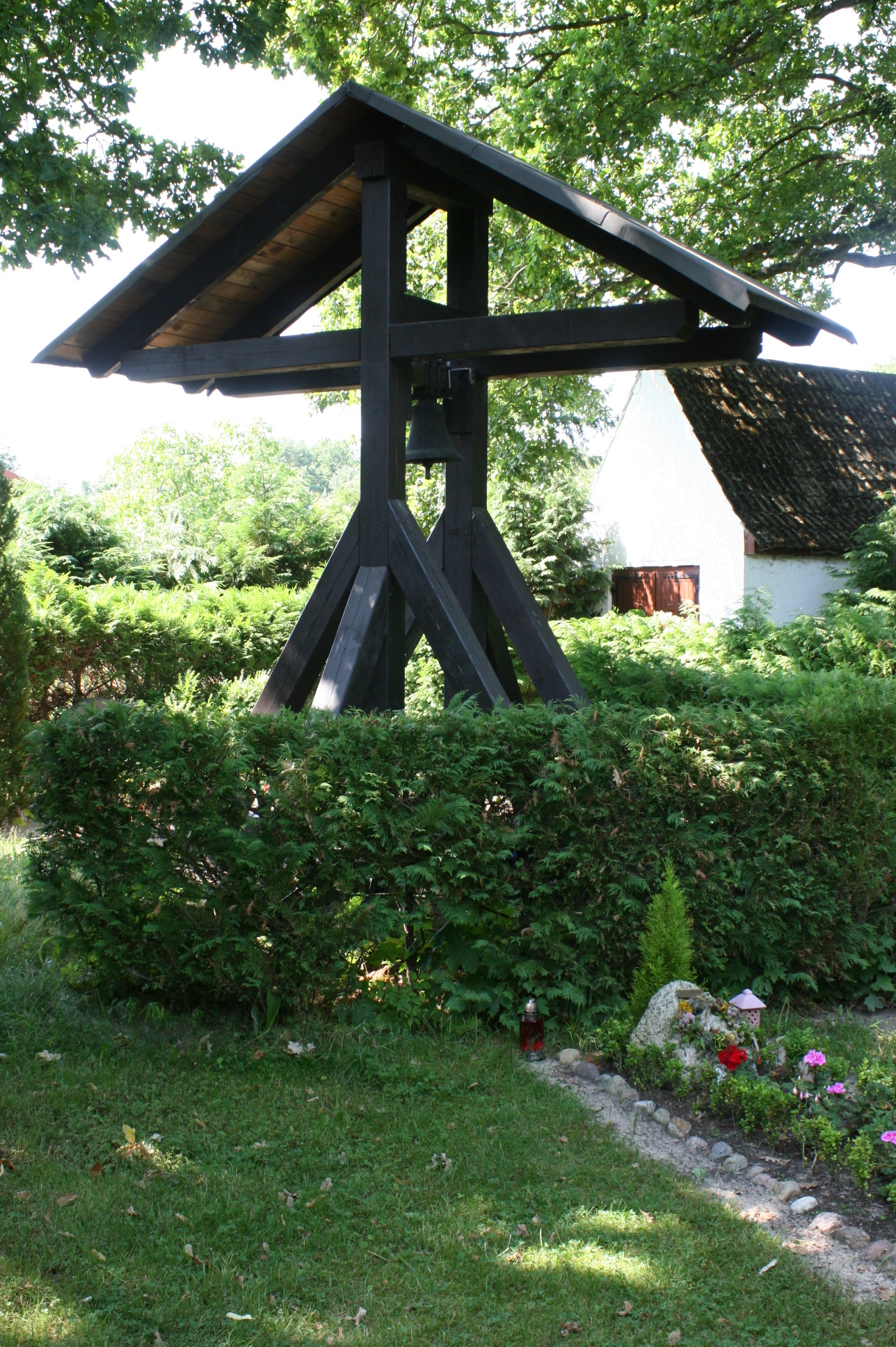
Glockenstuhl auf dem Friedhof

In der Liste der Baudenkmale in Mirow sind für Fleeth vier Baudenkmale aufgeführt.
- Fleether Mühle, ca. 2 km von Fleeth entfernt, abgebrannt, Grundmauern aber noch sichtbar
- Glockenstuhl mit Bronzeglocke
- Zwei Ferienhäuser am VilzseeGlockenstuhl auf dem Friedhof